# 27 Гидры
27 Гидры (лат. 27 Hydrae) — кратная звезда в созвездии Гидры на расстоянии приблизительно 224 световых лет (около 68,5 парсек) от Солнца. Возраст звезды определён как около 1,91 млрд лет.

## Характеристики
Первый компонент (HD 80586) — жёлто-оранжевая звезда спектрального класса G5, или G8III, или G8III-IV, или G8IV, или K0III. Видимая звёздная величина звезды — +4,81m. Масса — около 2,49 солнечной, радиус — около 9,703 солнечного, светимость — около 60,117 солнечной. Эффективная температура — около 5072 K.
Второй компонент — коричневый карлик. Масса — около 51,35 юпитерианской. Удалён в среднем на 2,105 а.е..
Третий компонент (HD 80550) — жёлто-белая звезда спектрального класса F2, или F3V, или F4V. Видимая звёздная величина звезды — +6,986m. Масса — около 1,499 солнечной, радиус — около 1,853 солнечного, светимость — около 5,885 солнечной. Эффективная температура — около 6588 K. Орбитальный период — около 338844156 суток (927705 лет). Удалён на 229,1 угловой секунды.
Четвёртый компонент (TYC 5463-1518-1) — оранжевый карлик спектрального класса K2V. Видимая звёздная величина звезды — +10,99m. Масса — около 0,739 солнечной, радиус — около 0,72 солнечного, светимость — около 0,227 солнечной. Эффективная температура — около 4582 K. Орбитальный период вокруг третьего компонента — около 4570882 суток (12514 лет). Удалён от третьего компонента на 9,2 угловой секунды.
Пятый компонент (WDS J09205-0933D). Видимая звёздная величина звезды — +16,9m. Удалён на 122,3 угловой секунды.

## Планетная система
В 2019 году учёными, анализирующими данные проектов HIPPARCOS и Gaia, у звезды обнаружена планета HIP 45802 b.